# Haagsche Academie voor Internationaal Recht
De Haagse Academie voor Internationaal Recht die zetelt in het Vredespaleis werd opgericht in 1914 en is daadwerkelijk gestart in 1923. Tobias Asser was een pleitbezorger voor de oprichting van een dergelijk instituut en een stichting van Andrew Carnegie heeft geld beschikbaar gesteld.
De academie geeft onderwijs op het gebied van publiek en privaat internationaal recht. Per 2015 is de academie met steun van het ministerie van Buitenlandse Zaken een samenwerkingsverband aangegaan met het Grotius Centre for International Law, dat onderdeel is van de Campus Den Haag van de Universiteit Leiden. Honderd jaar na haar oprichting breidde de academie daarmee haar werkterrein uit met onderwerpen op het gebied van internationaal strafrecht. In het eerste jaar lag de focus op rechtsvraagstukken met betrekking tot gender.

## Onderscheiding en nominaties
Tussen 1921 en 1955 is de academie 37 keer genomineerd voor de Nobelprijs.
In 1936 en nogmaals in 1950 werd de Haagsche Academie voor Internationaal Recht onderscheiden met de Carnegie Wateler Vredesprijs en in 1992 met de Félix Houphouët-Boigny-Vredesprijs van de UNESCO.